# 阿爾特薩山
9°27′35″S 77°16′39″W / 9.45972°S 77.27750°W
阿爾特薩山（Arteza），是秘魯的山峰，位於該國北部安卡什大區，由瓦里省的萬塔爾區負責管轄，屬於布蘭卡山脈的一部分，海拔高度5,000米。